# Krigsåret 1812

## Pågående krig
- 1812 års krig (1812-1815)[1]
  - USA på ena sidan
  - Storbritannien på andra sidan

- Napoleonkrigen (1803 - 1815)[1]
  - Frankrike och lydstater på ena sidan
  - Ryssland, Österrike, Storbritannien, Preussen, Sverige med flera på andra sidan.

- Rysk-persiska kriget (1804-1813)
  - Persien på ena sidan
  - Ryssland på andra sidan

- Rysk-turkiska kriget (1806-1812)
  - Ryssland på ena sidan
  - Osmanska riket på andra sidan

- Sydamerikanska självständighetskrigen (1808-1829)
  - Spanien på ena sidan.
  - Sydamerikaner på andra sidan.

## Händelser
- 6 april - Wellington segrar i Slaget vid Badajoz
- 24 juni - början av Napoleons ryska fälttåg
- 22 juli - Wellington segrar i Slaget vid Salamanca
- 2 augusti - Wittgenstein segrar över Oudinot i slaget vid Kljastitsy
- 7 september - oavgjort i Slaget vid Borodino
- 26 november - Ney tar sig över bron efter slaget vid Berezina

### Fotnoter
1. 1 2  ”World Statesmen”. http://www.worldstatesmen.org/WARS.html. Läst 28 juni 2011.